# Fin de siècle
Fin de siècle ( fra.  "kraj stoljeća", također fin-de-siècle), je društveni izraz koji se koristi u kulturi i povijesti ideja za opis specifičnog mentaliteta s kraja 19. stoljeća, često korišten i za opis neoromanike koja se u umjetnosti i književnosti bavila tjeskobom kraja stoljeća, umorom društva, nervozom i dosadom. Ovaj mentalitet se obično povezuje i sa simbolizmom.
Izraz je vjerojatno prvi koristio Paul Bourget a koji se brzo širi kroz društvene debate o tadašnjem vremenu. Arthur Schopenhauer i Eduard von Hartmann su bili poznati filozofi tog doba i utjecali su na pesimističko raspoloženje u književnim i umjetničkim krugovima. 
Poznati fin de siècle umjetnici bili su Edvard Munch i Gustav Klimt. U arhitekturi je Otto Wagner bio predstavnik ovog izraza. Pjesnici i književnici; Charles Baudelaire, Paul Verlaine, Arthur Rimbaud, Joris Karl Huysmans i Oscar Wilde također se povezuju s fin de siècle.